# Il boia insospettabile
Il boia insospettabile (The Devil Next Door)  è una serie documentaristica del 2019 incentrata sulla figura di John Demjanjuk, accusato di aver commesso crimini di guerra nei campi di sterminio nazisti durante la seconda guerra mondiale. La serie è stata pubblicata su Netflix il 4 novembre 2019.

## Trama
John Demjanjuk, un meccanico in pensione residente a Cleveland, nell'Ohio, viene accusato di essere "Ivan il Terribile", una guardia ucraina che ha commesso crimini di guerra nei campi di sterminio nazisti durante la seconda guerra mondiale. Arrestato e privato della cittadinanza statunitense, viene estradato in Israele nel 1981 e processato come criminale di guerra. Nel 1988 viene condannato a morte, ma la pena viene annullata poiché alcuni documenti risalenti al dopoguerra identificano Ivan il Terribile con un'altra persona, e dunque non si è sicuri della colpevolezza di Demjanjuk.
Nonostante le prove per identificare Demjanjuk come Ivan il Terribile siano insufficienti, l'uomo viene comunque riconosciuto come una guardia nazista operante nel campo di sterminio di Sobibór e in molti altri lager. Anni dopo, nel 2009, viene deportato dagli Stati Uniti in Germania e accusato di aver contribuito all'uccisione sistematica di oltre 27.900 persone; viene dichiarato nuovamente colpevole nel maggio 2011 e condannato a cinque anni di prigione. Demjanjuk muore però in prigione mentre il suo caso è ancora in appello, dunque il sistema legale tedesco non può più determinare la sua eventuale colpevolezza.
Nel documentario vengono intervistate diverse persone legate al processo, tra cui i legali e i familiari di Demjanjuk, i pubblici ministeri israeliani e statunitensi, i giornalisti e gli accademici. Sono presenti anche i filmati del suo primo processo e le testimonianze dei sopravvissuti all'Olocausto, nonché filmati storici dei campi di concentramento.

## Controversie
Il primo ministro della Polonia Mateusz Morawiecki ha criticato il documentario per aver incluso una mappa moderna della Polonia con sopra indicata la posizione dei campi di sterminio nazisti, affermando che si vuole attribuire alla Polonia la responsabilità dei crimini commessi nei campi di sterminio nazisti. Tale mappa è stata mostrata ripetutamente in varie versioni della serie, senza però specificare che i campi erano gestiti dai nazisti. Morawiecki ha inviato una lettera di protesta a Netflix, la quale in risposta ha accettato di modificare alcune parti della serie per sottolineare che i campi erano stati istituiti dalla Germania nazista.